# Черрігілл Тауншип (округ Індіана, Пенсільванія)
Черрігілл Тауншип (англ. Cherryhill Township) — селище (англ. township) в США, в окрузі Індіана штату Пенсільванія. Населення — 2445 осіб (2020).

## Демографія
Згідно з переписом 2010 року, у селищі мешкало 2765 осіб у 1059 домогосподарствах у складі 790 родин. Було 1167 помешкань
Расовий склад населення:
| - 98,8 % — білих - 0,3 % — чорних або афроамериканців - 0,2 % — азіатів - 0,1 % — корінних американців |

До двох чи більше рас належало 0,5 %. Частка іспаномовних становила 0,6 % від усіх жителів.
За віковим діапазоном населення розподілялося таким чином: 22,1 % — особи молодші 18 років, 62,7 % — особи у віці 18—64 років, 15,2 % — особи у віці 65 років та старші. Медіана віку мешканця становила 43,8 року. На 100 осіб жіночої статі у селищі припадало 104,2 чоловіків;  на 100 жінок у віці від 18 років та старших — 101,3 чоловіків також старших 18 років.
Середній дохід на одне домашнє господарство  становив 58 586 доларів США (медіана — 47 500), а середній дохід на одну сім'ю — 63 710 доларів (медіана — 52 500). Медіана доходів становила 44 620 доларів для чоловіків та 30 395 доларів для жінок. За межею бідності перебувало 12,4 % осіб, у тому числі 22,6 % дітей у віці до 18 років та 6,0 % осіб у віці 65 років та старших.
Цивільне працевлаштоване населення становило 1263 особи. Основні галузі зайнятості: освіта, охорона здоров'я та соціальна допомога — 23,7 %, роздрібна торгівля — 11,2 %, транспорт — 10,5 %.